# Полоз Мукуч

Полоз Мукуч — третий слева (с барабаном), второй слева внизу — другой персонаж армянских анекдотов Цитро Алек

Поло́з Муку́ч (настоящее имя — Мкртич Газаросович Мелконян, арм. Մկրտիչ Ղազարոսի Մելքոնյան, 1881—1931) — знаменитый гюмрийский шутник, острослов.
Родился и жил в городе Александрополь (Гюмри). Принадлежал известному роду серебренников, однако не выучил ремесло отца, работал подрядчиком и продавцом фруктов. Был школьным другом поэта Аветика Исаакяна. Стал известным в начале XX века, как один из самых колоритных и находчивых персонажей своего времени.
Прозвище «Полоз» (арм. Պոլոզ) он получил за высокий рост. О его жизни известно крайне мало, со временем Полоз Мукуч превратился в мало связанную с прототипом легенду дореволюционного города, порой ему даже приписывались высказывания, ранее «принадлежавшие» другим острословам.

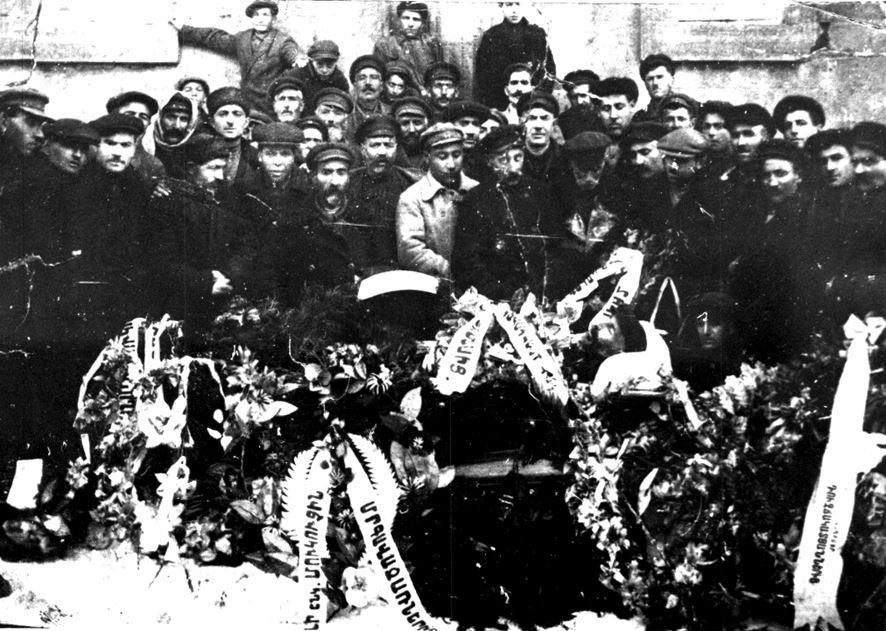
Похороны Полоза Мукуча в 1931 году

 Полоз Мукуч приковал к себе внимание многих деятелей культуры. На том месте, где Мукуч был похоронен (на похоронах Мукуча 400 человек подняли бокалы за упокой его души), в 1950-е Аветиком Исаакяном был установлен памятник — «От одного Гюмрийца — другому». Художник Акоп Ананикян создал ряд портретов, в основу которых был положен образ Полоза Мукуча. Хачик Даштенц выбрал его в качестве прототипа для героя своей поэмы.
Таверна в Гюмри, где часто бывал Полоз Мукуч, названа его именем.

## Примеры анекдотов о Полозе Мукуче
Полоз Мукуч во Франции.
 — Рад знакомству — Оноре де Бальзак!
 — Полозе де Мукуч!

В Гюмри бытовал обычай, по которому имя ребёнку давал кум.
Однажды Полоза Мукуча выбрали кумом. Он понес ребёнка в церковь.
Батюшка Абакум спросил у Мукуча: — Кум, какое имя дать ребёнку?
 — Назови его Мукучем,- ответил Полоз.
 — Благословенный, а ведь Мукуч — это твоё имя.
Подвыпивший Мукуч заметил:
 — Ну и что такого? Назови ребёнка Мукучем. Я и Полоз и Мукуч. А у ребёнка вообще никакого имени нет.